# IEEE 802.21
802.21 — один из стандартов института инженеров электротехники и электроники (IEEE), опубликованный в 2008 году. Стандарт поддерживает алгоритмы, позволяющие бесперебойную передачу данных между сетями одного и того же типа, а также передачу данных между различными типами сетей, также называемую медиа-независимой передачей данных или вертикальной передачей данных. Стандарт предоставляет информацию, чтобы поддерживать передачу данных и от 802.3, 802.11, 802.15, 802.16, 3GPP и 3GPP2 сетей через различные механизмы передачи данных.
Рабочая группа IEEE 802.21, состоящая из более чем 30 компаний, образовалась и начала свою работу в марте 2004 года. Группа выпустила свой первый проект стандарта в мае 2005 года, который включал в себя определение протокола. Этот стандарт был опубликован в январе 2009 года.

## Причины образования стандарта IEEE 802.21
Сети сотовой связи стандарта 802.11 используют механизмы передачи данных для передачи в пределах того же типа сети (так называемая горизонтальная передача данных). Мобильный IP использует механизмы передачи данных между подсетями различных типов сетей, но этот процесс может занять больше времени, чем обычно. Текущие 802 стандарты не поддерживает передачу данных между различными типами сетей. Кроме того, они не предусматривают триггеры или другие алгоритмы ускорения мобильных IP, основанных на хендоверах. Кроме того, существующие 802 стандарты предусматривают механизмы для обнаружения и выбора точек доступа к сети, но не позволяют обнаруживать и выбирать точки доступа в независимых типах сети.

## Стандарт IEEE 802.21
- Осуществляет роуминг между сетями 802.11 стандарта и 3G сотовыми сетями.
- Позволяет пользователям участвовать в специальных телеконференцияx.
- Использует проводные и беспроводные сети такие как IEEE P1905, которые взаимодействуют с программно-определяемыми сетями.
- Позволяет использование сразу несколькими поставщиками и пользователями.
- Совместимость и соответствие с другими стандартами IEEE 802, особенно со стандартом 802.11u неизвестной аутентификацией пользователя и с 802.11s стандартом специальной беспроводной сети (SNMP).
- Включает в себя управление объектов, которые совместимы со стандартами управления такие как простой протокол сетевого управления.
- Хотя алгоритмы безопасности и протоколы безопасности не определены в стандарте, аутентификация, авторизация, обнаружение и выбор сети поддерживается протоколом.

## Реализация
Большинство разработчиков создают беспроводные продукты и участвуют в разработке стандарта 802.21. Современные технологии, такие как 802.11, совершенствуют программное обеспечение передачи данных и предполагают, что оно будет взаимодействовать с 802.21 стандартом. Использование программного обеспечения в качестве средства для такого взаимодействия не будет вызывать значительное увеличение стоимости сетевых устройств. Реализация программного обеспечения с открытым исходным кодом обеспечивается ODTONE.
Примеры
- Пользователь должен иметь возможность отключить от сети 802.3 стандарта и получать хендовер сети 802.11 стандарта.
- Сотовый телефон пользователя во время вызова должен иметь возможность войти в сеть стандарта 802.11: точка доступа GSM сети должна легко перенаправляться к точке доступа сети стандарта 802.11 и обратно при выходи из точки доступа.

Подобные технологии
Технология нелицензированного мобильного доступа (UMA) основывается на мобильно-ориентированной версии стандарта 802.21. Она обеспечивает роуминг и передачу данных между GSM, UMTS, Bluetooth и 802.11. С 19 июня 2005, UMA является частью процесса стандартизации ETSI 3GPP в группе GAN.
Эволюция системной архитектуры (System Architecture Evolution) следующего поколения мобильных сетей (3GPP Rel.8 и новее) обеспечивает ANDSF. Его интерфейс S14 обеспечивает канал связи между базовой сетью и конечным устройством пользователя.
Технология WiOptiMo позволяет любому приложению, работающему на устройстве, использовать лучшее подключение к интернету среди всех проводных/беспроводных провайдеров., гарантируя сохранение в случае слабого сигнала или отсутствия сигнала, а также гарантируя управление коммутатором между ними, не прерывая текущий сеанс пользования.